# Raionul Dnipro, Dnipropetrovsk
Dnipro (în ucraineană Дніпровський район, transliterat: Dniprovskîi raion) este un raion în regiunea Dnipropetrovsk, Ucraina. Are reședința la Dnipro.
Are o suprafață de 5.605,6 km². Populația este de 1.145.065 locuitori, determinată în 1 ianuarie 2022, prin bilanț demografic[*].